# Rosemonde Kouassi
Rosemonde Kouassi est une joueuse de football internationale ivoirienne née le 26 décembre 2001. Elle évolue au poste d'attaquante au Washington Spirit.

## Biographie

### En club
En 2019, elle tente une première fois l'aventure à l'étranger et s'engage en Israël avec l'Hapoël Ra'anana. Après de bons débuts (trois buts lors de ses deux premiers matchs), elle connait des difficultés et finit par rentrer en Côte d'Ivoire pour relancer sa carrière. Elle signe alors avec l'Africa Sports en novembre 2020. Avec le club d'Abidjan, Rosemonde Kouassi remporte le championnat ivoirien en 2020-2021 et est sacrée meilleure joueuse de la saison.
En novembre 2021, elle s'engage avec sa compatriote Mariam Diakité au FC Fleury 91, en première division française. Avec le club francilien, elle signe son premier contrat professionnel. Elle marque son premier but sous le maillot de Fleury dès le 13 novembre 2021 face à l'ASSE. Dès sa première saison, elle est élue deux fois joueuse du mois, puis meilleure espoir de la saison, et figure dans l'équipe-type de D1. Elle est également sacrée meilleure joueuse ivoirienne à l'étranger. Elle prolonge alors son contrat de trois ans, jusqu'en 2025.

### En sélection
Rosemonde Kouassi brille avec la Côte d'Ivoire lors du tournoi de l'UFOA-B en 2019.

## Palmarès

### En club
Africa Sports
- Championne de Côte d'Ivoire en 2020-2021

### Individuel
- Meilleure joueuse du championnat de Côte d'Ivoire en 2020-2021[11]
- Meilleure espoir du championnat de France en 2021-2022
- Meilleure joueuse ivoirienne à l'étranger en 2021-2022
- Nommée dans l'équipe type de Division 1 aux Trophées UNFP du football 2023[12]